# Козлуха
Козлуха (в верховье Левая Козлуха) — река в Алтайском крае России, протекает по Чарышскому и Краснощёковскому районам. Устье реки находится в 28 км по левому берегу реки Маралиха. Длина реки составляет 44 км. Приток — Правая Козлуха.

## Данные водного реестра
По данным государственного водного реестра России относится к Верхнеобскому бассейновому округу, водохозяйственный участок реки — Обь от слияния рек Бия и Катунь до города Барнаул, без реки Алей, речной подбассейн реки — бассейны притоков (Верхней) Оби до впадения Томи. Речной бассейн реки — (Верхняя) Обь до впадения Иртыша.